# 塩屋大輔
塩屋 大輔（しおや だいすけ、1976年9月6日 - ）は、大阪府豊中市出身の元プロ野球選手（投手）。

## 来歴・人物
小学3年の時に野球を始める。明徳義塾高時代は投手として1年秋からベンチ入りしたが甲子園には出場できなかった。
亜細亜大学時代に外野手転向。1年春に2部リーグで11試合、38打数12安打、打率.316、1本塁打を記録。2年生の7月に中退し、アメリカの独立リーグであるフロンティアリーグのジョンズタウン・ジョニーズでプレー。試合出場すること無く解雇され、帰国後プロ野球の入団テストを受けるも3年連続で不合格となる。
2002年、オリックス・ブルーウェーブの入団テストに合格し、その年にドラフト指名され、投手として入団。いわゆる契約金ゼロ選手の一人だった（その後、一軍登録日数が10日に達したため1000万円の出来高が支払われる）。
スライダーを武器に、1年目から一軍登板を果たすも翌年に故障し野手に転向した。しかし、すぐに投手に再転向する。
2004年末の球団合併・分配ドラフトを経て2005年にオリックス・バファローズと契約したが、同年は一軍登板はなくオフに戦力外通告を受け退団した。
2019年より新潟県のクラブチーム、野田サンダーズでプレーしている。

## 詳細情報

### 年度別投手成績
| 年 度     | 球 団      | 登 板 | 先 発 | 完 投 | 完 封 | 無 四 球 | 勝 利 | 敗 戦 | セ 丨 ブ | ホ 丨 ル ド | 勝 率 | 打 者 | 投 球 回 | 被 安 打 | 被 本 塁 打 | 与 四 球 | 敬 遠 | 与 死 球 | 奪 三 振 | 暴 投 | ボ 丨 ク | 失 点 | 自 責 点 | 防 御 率 | W H I P |
| --------- | ---------- | ----- | ----- | ----- | ----- | -------- | ----- | ----- | -------- | ----------- | ----- | ----- | -------- | -------- | ----------- | -------- | ----- | -------- | -------- | ----- | -------- | ----- | -------- | -------- | ------- |
| 2003      | オリックス | 3     | 0     | 0     | 0     | 0        | 0     | 0     | 0        | --          | ----  | 6     | 2.0      | 0        | 0           | 1        | 0     | 0        | 0        | 0     | 0        | 0     | 0        | 0.00     | 0.50    |
| 通算：1年 | 通算：1年  | 3     | 0     | 0     | 0     | 0        | 0     | 0     | 0        | --          | ----  | 6     | 2.0      | 0        | 0           | 1        | 0     | 0        | 0        | 0     | 0        | 0     | 0        | 0.00     | 0.50    |

### 記録
- 初登板：2003年4月15日、対日本ハムファイターズ4回戦（Yahoo! BBスタジアム）、9回表に4番手で救援登板・完了、1回無失点

### 背番号
- 57 （2003年 - 2004年）
- 95 （2005年）